# Rick Karsdorp
Rick Karsdorp (* 11. února 1995 Schoonhoven) je nizozemský profesionální fotbalista, který hraje na pozici pravého obránce za italský klub AS Řím. Mezi lety 2016 a 2017 odehrál také 3 utkání v dresu nizozemské reprezentace.

## Klubová kariéra
V Nizozemsku působil na začátku kariéry v klubu Feyenoord.

## Reprezentační kariéra
Karsdorp hrál za nizozemské mládežnické reprezentační výběry.